# Johann Friedrich Schütze
Johann Friedrich Schütze, Pseudonym: Jäger, (* 1. April 1758 in Altona; † 15. Oktober 1810 ebenda) war ein deutscher Schriftsteller.

## Leben
Johann Friedrich Schütze war ein Sohn von Gottfried Schütze. Er besuchte die Gelehrtenschule des Johanneums, an der sein Vater unterrichtete. Von 1780 bis 1783 studierte er Rechtswissenschaften an der Universität Kiel und der Universität Leipzig und lebte anschließend als Privatmann in Hamburg. 1793 erhielt er eine Stelle als Kanzleisekretär und 1797 als Nachfolger Heinrich Wilhelm von Gerstenbergs den Posten des Generaladministrators des Lottos in Altona.
Johann Friedrich Schütze blieb lebenslang unverheiratet.

## Werk
Neben der Arbeit publizierte Schütze umfangreich und vielseitig. Er sammelte über mehrere Jahre Quellen zur Hamburgischen Theater-Geschichte. Das Werk von 1794 erschien 1975 im Nachdruck und gilt als Standardwerk. Schütze verfasste viele Theaterkritiken, insbesondere über Darbietungen am Altonaer Nationaltheater, das unter der Leitung von Johann Friedrich Ernst Albrecht von 1796 bis 1800 kurzzeitig erfolgreich war.
1800 verfasste Schütze das Satyrisch-ästhetische Hand- und Taschen-Wörterbuch für Schauspieler und Theaterfreunde beiden Geschlechts. Hervorzuheben ist auch das Holsteinische Idiotikon. Ein Beitrag zur Volkssittengeschichte. An den vier Teilen, die zwischen 1800 und 1806 erschienen, hatte der Autor mehrere Jahre geschrieben. Das Buch mit plattdeutschen Redewendungen und Sprichwörtern erschien 1976 erneut. Schütze verfasste außerdem Romane, Reisebeschreibungen und viele Artikel, die in namhaften zeitgenössischen Zeitungen zu lesen waren. Er arbeitete für das Journal des Luxus und der Moden und übersetzte aus dem Französischen und Dänischen.

## Werke
- Hamburgische Theater-Geschichte. Treder, Hamburg 1794 (urn:nbn:de:bvb:12-bsb10574638-7).
- Satyrisch-ästhetisches Hand- und Taschen-Wörterbuch für Schauspieler und Theaterfreunde beiden Geschlechts. Verlagsgesellschaft, Hamburg 1800 (Digitalisat).
- Holsteinisches Idiotikon, ein Beitrag zur Volkssittengeschichte oder Sammlung plattdeutscher, alter und neugebildeter Worte, Wortformen, Redensarten, Volkwitzes, Sprichwörter, Spruchreime, Wiegenlieder, Anekdoten und aus dem Sprachschatze erklärter Sitten, Gebräuche, Spiele, Feste der alten und neuen Holsteiner.
  - Erster Teil. Villaume, Hamburg 1800
  - Zweiter Teil. Villaume, Hambuert 1801 (Erster und Zweiter Teil – Internet Archive).
  - Dritter Teil. Villaume, Hamburg 1802 (archive.org).
  - Vierter Teil. Hammerich, Altona 1806 (archive.org; urn:nbn:de:bvb:12-bsb10584357-1).